# 私と夫と夫の彼氏
『私と夫と夫の彼氏』（わたしとおっととおっとのかれし）は、綾野綾乃による日本の漫画作品。『ゼノン編集部』（コアミックス）内の「コミックタタン」レーベルにて2021年1月8日より連載中。「コミックシーモア」では2020年12月12日より先行配信されている。
妻×夫×夫の彼氏（妻の元教え子）のいびつな三角関係を描くヒューマンラブストーリー。
2023年6月にテレビ東京にてテレビドラマ化された。

## 登場人物
仲道 美咲（なかみち みさき）
高校教師。夫とのセックスレスに悩む。
仲道 悠生（なかみち ゆうき）
美咲の夫。インテリアデザイナー。
伊奈 周平（いな しゅうへい）
美咲の元教え子。悠生の彼氏。美咲も悠生も両方愛している。

## 書誌情報
電子書籍のみの発売。
- 綾野綾乃 『私と夫と夫の彼氏』 コアミックス〈タタンコミックス〉、既刊10巻（2023年12月20日現在）
  1. 2021年4月20日発売
  2. 2021年8月20日発売
  3. 2021年12月20日発売
  4. 2022年4月20日発売
  5. 2022年8月20日発売
  6. 2022年12月20日発売
  7. 2023年2月20日発売
  8. 2023年4月20日発売
  9. 2023年8月19日発売
  10. 2023年12月20日発売

## テレビドラマ
2023年6月1日（5月31日深夜）から8月3日（2日深夜）まで、テレビ東京にて放送された。主演は堀田茜。
テレビドラマの放送に先駆け、動画配信サイト「Paravi」にて、同年3月28日の19時から第1話 - 第5話が、同年4月11日の19時から第6話 - 第10話が配信された。

### キャスト

#### 主要人物
仲道美咲（なかみち みさき）〈28〉
演 - 堀田茜
高校教師。夫とのセックスレスに悩む。
仲道悠生（なかみち ゆうき）〈28〉
演 - 古川雄輝
美咲の夫。インテリアデザイナー。
伊奈周平（いな しゅうへい）〈21〉
演 - 本田響矢
美咲の元教え子。ポリアモリー。

#### 周辺人物
町田真樹〈28〉
演 - 岡本玲
美咲の友人。
滝川大地〈28〉
演 - 永田崇人
真樹の同居人。
三角〈40〉
演 - しゅはまはるみ
美咲の同僚。
仲さとり
演 - 原田佳奈
悠生の姉。
金子あかり
演 - 小野寺ずる

仲道幸仁
演 - 飯田基祐
仲道真理子
演 - 栗田よう子
その他
演 - 大谷凜香
演 - 宇野うめの
演 - 深尾あむ
演 - 竹内カンナ
演 - 西田圭李

### スタッフ
- 原作 - 綾野綾乃『私と夫と夫の彼氏』（『ゼノン編集部』連載／コアミックス）[3]
- 脚本 - 黒沢久子[3]、今西祐子[3]
- 音楽 - 小山絵里奈
- オープニングテーマ - 学芸大青春「ヤマアラシのジレンマ」（VOYZ ENTERTAINMENT）[8]
- エンディングテーマ - BONNIE PINK「Like a Tattoo」（WARNER MUSIC JAPAN）[9]
- 監督 - 常間地裕[3]、佐々木梢（PROTX）[3]、七字幸久[3]
- プロデューサー - 田中智子（テレビ東京）[3]、佐々木梢（PROTX）[3]、桑原宏次（PROTX）[3]、齋藤寛朗（カズモ）[3]
- 制作協力 - PROTX[3]、カズモ[3]
- 製作著作 - テレビ東京

### 配信日程
| 各話   | 配信日  | 放送日  | サブタイトル                   | 脚本     | 監督     |
| ------ | ------- | ------- | ------------------------------ | -------- | -------- |
| 第1話  | 3月28日 | 6月01日 | 夫婦の溝・女として愛して!      | 黒沢久子 | 常間地裕 |
| 第2話  | 3月28日 | 6月08日 | 裏切り…夫の彼氏の正体          | 黒沢久子 | 常間地裕 |
| 第3話  | 3月28日 | 6月15日 | 妻と彼氏の狭間で…夫の選択      | 黒沢久子 | 常間地裕 |
| 第4話  | 3月28日 | 6月22日 | 夫の浮気 謎の密告者            | 黒沢久子 | 常間地裕 |
| 第5話  | 3月28日 | 6月29日 | 生き返った3人・衝撃の決断      | 黒沢久子 | 七字幸久 |
| 第6話  | 4月11日 | 7月06日 | 三角関係・奇妙な3人生活        | 今西祐子 | 七字幸久 |
| 第7話  | 4月11日 | 7月13日 | 不倫の密告者・驚きの正体       | 今西祐子 | 佐々木梢 |
| 第8話  | 4月11日 | 7月20日 | 新たな恋の予感!?三角関係に波瀾 | 今西祐子 | 佐々木梢 |
| 第9話  | 4月11日 | 7月27日 | 夫が覚悟の衝撃告白!            | 黒沢久子 | 常間地裕 |
| 第10話 | 4月11日 | 8月03日 | 笑顔の離婚届・究極の選択       | 黒沢久子 | 常間地裕 |

### 放送局
| 放送期間                  | 放送時間         | 放送局       | 対象地域   | 備考   |
| ------------------------- | ---------------- | ------------ | ---------- | ------ |
| 2023年6月1日 - 8月3日     | 木曜 3:20 - 3:50 | テレビ東京   | 関東広域圏 | 製作局 |
| 2023年8月24日 - 10月26日  | 木曜 2:00 - 2:30 | テレビ和歌山 | 和歌山県   |        |
| 2023年10月13日 - 12月15日 | 金曜 2:05 - 2:35 | テレビ北海道 | 北海道     | 系列局 |

| テレビ東京 木曜（水曜深夜）3:20 - 3:50              | テレビ東京 木曜（水曜深夜）3:20 - 3:50     | テレビ東京 木曜（水曜深夜）3:20 - 3:50 |
| 前番組                                              | 番組名                                     | 次番組                                 |
| --------------------------------------------------- | ------------------------------------------ | -------------------------------------- |
| 俺の美女化が止まらない!? （2023年4月6日 - 5月25日） | 私と夫と夫の彼氏 （2023年6月1日 - 8月3日） | -                                      |